# The Mission (álbum)
The Mission es el decimosexto álbum de estudio de la banda estadounidense Styx, publicado el 16 de junio de 2017. Es el primer álbum de la banda desde Big Bang Theory de 2005. Alcanzó la posición número 45 en la lista de éxitos Billboard 200.

## Lista de canciones
| N.º | Título                            | Vocalista | Duración |  |
| 1.  | «Overture»                        | Group     | 1:23     |  |
| 2.  | «Gone Gone Gone»                  | Gowan     | 2:07     |  |
| 3.  | «Hundred Million Miles from Home» | Shaw      | 3:39     |  |
| 4.  | «Trouble at the Big Show»         | Young     | 2:30     |  |
| 5.  | «Locomotive»                      | Shaw      | 5:03     |  |
| 6.  | «Radio Silence»                   | Shaw      | 4:17     |  |
| 7.  | «The Greater Good»                | Shaw      | 4:10     |  |
| 8.  | «Time May Bend»                   | Gowan     | 2:30     |  |
| 9.  | «Ten Thousand Ways»               | Group     | 1:22     |  |
| 10. | «Red Storm»                       | Shaw      | 6:04     |  |
| 11. | «All Systems Stable»              | Shaw      | 0:17     |  |
| 12. | «Khedive»                         | Group     | 2:04     |  |
| 13. | «The Outpost»                     | Gowan     | 3:51     |  |
| 14. | «Mission to Mars»                 | Shaw      | 2:43     |  |

## Listas
| Lista (2017)                       | Posición |
| ---------------------------------- | -------- |
| Canadá (Billboard Canadian Albums) | 56       |
| Alemania (Media Control Charts)    | 49       |
| Suiza (Schweizer Hitparade)        | 34       |
| Estados Unidos (Billboard 200)     | 45       |

## Créditos
- Lawrence Gowan – voces, teclados
- Tommy Shaw – voces, guitarras
- James "JY" Young – voces, guitarras
- Ricky Phillips – bajo
- Chuck Panozzo – bajo en "Hundred Million Miles from Home"
- Todd Sucherman – batería, percusión